# Kostel svatého Františka Serafinského (Dolina)
Římskokatolický kostel svatého Františka Serafinského stával v zaniklé vsi Dolině v okrese Chomutov. Až do svého zániku byl filiálním kostelem ve farnosti Přísečnice.

## Historie
Kostel byl postaven v roce 1763. Roku 1894 byly na náklady obce pořízeny nové varhany a o sedm let později věžní hodiny. Dolinu se po vysídlení Němců z Československa nepodařilo dosídlit, a navíc se ocitla v prvním ochranném pásmu vodní nádrže Přísečnice. V roce 1972 skončila památková ochrana a po roce 1974 byl kostel zlikvidován. Samotná vesnice byla úředně zrušena až roku 1979.

## Stavební podoba azařízení
Pozdně barokní sálový kostel měl obdélný půdorys s polokruhově uzavřeným presbytářem. Fasády členil jednoduchý lizénový rámec a dvojice kasulových oken na každé straně. Západní průčelí mělo zaoblená nároží zdůrazněná lizénovými pásy a nad pravoúhlým portálem bývalo kasulové okno. V prolamovaném štítě byl výklenek se sochou patrona. Ze střechy vybíhala drobná sanktusová vížka. Interiér byl zaklenutý valenou klenbou, na jejíchž dvou polích bývaly přemalované fresky Immaculaty a Nejsvětější Trojice. V lodi stála dřevěná kruchta a oltář ve tvaru altánu se čtveřicí soch světců ze třetí čtvrtiny osmnáctého století. Nejkrásnějším vybavením kostela byl tabernáklový hlavní oltář z 18. století.